# Широкая Гребля (Хмельницкий район)
Широ́кая Гре́бля (укр. Широка Гребля) — село на Украине, находится в Хмельницком районе Винницкой области.
Код КОАТУУ — 0524887801. Население по переписи 2001 года составляет 1921 человек. Почтовый индекс — 22065. Телефонный код — 4338.
Занимает площадь 6,4 км².
В селе действует храм Вознесения Господнего Хмельницкого благочиния Винницкой епархии Украинской православной церкви.
Уроженцем села является П. П. Стороженко — строитель-арматурщик, Герой Социалистического Труда.

## Адрес местного совета
22065, Винницкая область, Хмельницкий р-н, с. Широкая Гребля, ул. Первомайская, 103а